# Lyons (Kansas)
Lyons es una ciudad ubicada en el condado de Rice en el estado estadounidense de Kansas. En el año 2010 tenía una población de 3739 habitantes y una densidad poblacional de 667,68 personas por km².

## Geografía
Lyons se encuentra ubicada en las coordenadas 38°20′42″N 98°12′9″O / 38.34500, -98.20250 (38.344962, -98.202493).

## Demografía
Según la Oficina del Censo en 2000 los ingresos medios por hogar en la localidad eran de $32,945 y los ingresos medios por familia eran $39,639. Los hombres tenían unos ingresos medios de $30,765 frente a los $17,778 para las mujeres. La renta per cápita para la localidad era de $16,206. Alrededor del 11.3% de la población estaban por debajo del umbral de pobreza.